# Giorgio Conte (cantante)
Giorgio Conte (Asti, 23 aprile 1941) è un cantautore e compositore italiano, fratello di Paolo Conte.

## Biografia
Le prime esperienze musicali dei due fratelli Giorgio e Paolo avvengono nello stesso gruppo, con Giorgio alla batteria e Paolo al vibrafono; poco dopo le loro strade si separeranno, e Giorgio Conte inizierà a comporre le musiche di molte canzoni per numerosi cantanti tra cui Rosanna Fratello (Non sono Maddalena) e Gipo Farassino (Girano). Come cantautore debutta nel 1982 con Zona Cesarini, a cui segue nel 1987 L'erba di San Pietro; continua comunque l'attività come autore, scrivendo per Ornella Vanoni, Mina (Tir e Il plaid, inclusi entrambi dalla Tigre nel suo disco del 1989 Uiallalla), e Francesco Baccini (Qua qua quando e La giostra di Bastian). Scrive, partecipando anche vocalmente, per Loretta Goggi (Fuori ci sono i lupi) e Rossana Casale (Davvero propizio il giorno per il Toro e il Capricorno). Contemporaneamente, partecipa anche ad un programma radiofonico, Quelli che la radio (trasmesso su Radio Due), e si dedica anche al teatro (ne è un esempio la tournée con Bruno Gambarotta).
Come il fratello, lavora anche in uno studio legale, che decide di lasciare nel 1993, dopo la partecipazione al Club Tenco, per dedicarsi completamente alla musica. Si dà allora a concerti di grande successo prevalentemente nel resto dell'Europa, e non tornerà in Italia fino al 1999. Pubblica vari dischi particolarmente considerati dalla critica e dal pubblico più attento. Attualmente, la sua attività musicale è conosciuta oltre che in Italia anche in Europa e Canada. Dal 2008 ricopre la carica onorifica di "Gran Cadì" nel Sultanato dello Swing, un originale progetto del musicista sanremese Freddy Colt, chiamato il "Sultano dello Swing" italiano.
All'inizio dell'autunno 2011 esce l'album di inediti C.Q.F.P., che contiene anche una canzone scritta e musicata dal fratello Paolo e già incisa da Gipo Farassino (Monticone): "È un album pieno zeppo di effetti speciali: c'è il richiamo del cinghiale in amore, ci sono i carillons, il canto del gallo, il fruscio delle spazzole ed il rumore di due scatole di chiodi, un'armonica a bocca suonata da uno che non la sa suonare, c'è il richiamo della quaglia ed il verso della tortora e della civetta, il rumore della selce che mola la falce… È un album fatto come volevo io, in casa mia, con le mie chitarre e con il mio pianoforte (non proprio di gran marca), con i suoi rumorosissimi pedali… Dodici mie canzoni ed una di Paolo, stupenda e commovente… Ah, dimenticavo! C'è anche un fisarmonicista/pianista/rumorista che ha sorretto e rifinito tutta l'impalcatura dell'opera. Trattasi di Walter Porro. Non finirò mai di ringraziarlo!" (Giorgio Conte).
Nel novembre 2011 viene pubblicato il suo nuovo libro Un trattore arancio, Cairo Editore. Il 7 ottobre 2014 esce il nuovo album Cascina Piovanotto. Nel 2016 l'Associazione "Civilia - Cultura, parole e musica" gli assegna il Premio "Civilia - Canzone d'Autore". Il 6 ottobre 2017 esce l'album Sconfinando, composto da 7 brani inediti e 9 riletture di brani del suo repertorio, tutti eseguiti con l'Orchestra Sinfonica Duchessa di Parma.

## Discografia parziale

### Album in studio
- 1983 - Zona Cesarini
- 1987 - L'erba di S. Pietro
- 1993 - Giorgio Conte
- 1997 - La vita fosse
- 1999 - Eccomi qua...
- 2000 - L'ambasciatore dei sogni
- 2003 - Il contestorie
- 2011 - C.Q.F.P.
- 2014 - Cascina Piovanotto
- 2017 - Sconfinando

### Album dal vivo
- 1995 - Concerto Live
- 2004 - The best of (live 2004)

### Raccolte
- 2004 - La belle vie...